# Taelon Peter
Taelon Joseph Peter, né le 27 février 2002 à Russellville dans l'Arkansas, est un joueur américain de basket-ball évoluant au poste d'arrière et mesurant 1,93 m.

## Biographie

### NBA
Taelon Peter est sélectionné en cinquante-quatrième position par les Pacers de l'Indiana lors de la draft 2025 de la NBA.
Le 24 juillet 2025, il signe un two-way contract avec les Pacers de l’Indiana.

## Statistiques

### Universitaires

#### Division I NCAA
| Saison    | Équipe              | Matchs | Titul. | Min./m | % Tir | % 3pts | % LF | Rbds/m. | Pass/m. | Int/m. | Ctr/m. | Pts/m. |
| --------- | ------------------- | ------ | ------ | ------ | ----- | ------ | ---- | ------- | ------- | ------ | ------ | ------ |
| 2020-2021 | Tennessee Tech (en) | 6      | 0      | 8.2    | .286  | .200   | —    | .2      | .5      | .2     | .0     | 1.7    |
| 2024-2025 | Liberty             | 35     | 2      | 22.7   | .578  | .453   | .773 | 4.0     | 1.0     | .9     | .1     | 13.7   |
| Total     | Total               | 41     | 2      | 20.6   | .564  | .439   | .773 | 3.5     | 1.0     | .8     | .1     | 11.9   |

#### Division II NCAA
| Saison  | Équipe             | Matchs | Titul. | Min./m | % Tir | % 3pts | % LF | Rbds/m. | Pass/m. | Int/m. | Ctr/m. | Pts/m. |
| ------- | ------------------ | ------ | ------ | ------ | ----- | ------ | ---- | ------- | ------- | ------ | ------ | ------ |
| 2021–22 | Arkansas Tech (en) | 25     | 7      | 26.7   | .503  | .406   | .809 | 4.0     | 1.8     | 1.1    | .2     | 10.0   |
| 2022–23 | Arkansas Tech      | 31     | 30     | 33.4   | .437  | .326   | .793 | 5.5     | 1.7     | 1.8    | .5     | 15.5   |
| 2023–24 | Arkansas Tech      | 32     | 32     | 35.0   | .499  | .409   | .868 | 5.8     | 2.3     | 1.8    | .5     | 18.5   |
| Total   | Total              | 88     | 69     | 32.1   | .475  | .373   | .833 | 5.2     | 2.0     | 1.6    | .4     | 15.0   |

## Palmarès et distinctions individuelles

### Universitaires
- Third-team All-Conference USA (2025)
- Conference USA Sixth Man of the Year (2025)
- GAC (en) Player of the Year (2024)
- First-team All-GAC (2024)